# 托马斯·比克尔
托马斯·比克尔（Thomas Bickel，1963年10月6日—），瑞士前职业足球运动员，司职中场。
1986年至1995年间，他入選瑞士國家足球隊並出場52次，打进5球，其中他在1994年國際足協世界盃的三场比赛中均有入球。 